# Herbert Brownell
Herbert Bronwell (ur. 20 lutego 1904 w Peru, zm. 1 maja 1996 w Nowym Jorku) – amerykański polityk.

## Życiorys
Studiował na Uniwersytecie Nebraski oraz Uniwersytecie Yale, gdzie ukończył nauki prawne i został przyjęty do palestry. Wkrótce potem zaczął praktykować prawo w firmie Clark, Buckner & Ballantine i zaangażował się w działalność Partii Republikańskiej. W styczniu 1953 Dwight Eisenhower zaproponował mu objęcie funkcji prokuratora generalnego. Stanowisko to piastował do listopada 1957, kiedy to został sędzią Stałego Trybunału Arbitrażowego w Hadze.